# جک فراست (فیلم ۱۹۹۷)
«جک فراست» (انگلیسی: Jack Frost (1997 film)) فیلمی در ژانر کمدی ترسناک است که در سال ۱۹۹۷ منتشر شد. از بازیگران آن می‌توان به کریستوفر الپورت، مارشا کلارک، و شانون الیزابت اشاره کرد.